# Neath Athletic Association Football Club
Il Neath Athletic Association Football Club (gall. Clwb Pêl-droed Castell Nedd) è un club calcistico gallese di Neath che milita nella Welsh Premier League, la massima divisione del campionato gallese di calcio.

## Stadio
Il Neath Athletic ha disputato le sue gare casalinghe fino al 2008 allo stadio Llandarcy Park. Nell'estate del 2008 la squadra si è spostata al The Gnoll, casa anche della squadra di rugby Neath RFC, che ospita 6000 spettatori.

## Storia
Il club attuale è stato fondato nel 2005, in seguito alla fusione tra le squadre Neath (in precedenza BP Llandarcy) e Skewen Athletic. Nel 2008 la società ha iniziato un rapporto di collaborazione con lo Swansea City, grazie al quale lo Swansea invia in prestito giovani calciatori al Neath Athletic per permettere loro di fare esperienze di prima squadra.

## Palmarès

### Competizioni nazionali
- Welsh Football League Division One: 1

2006-2007

### Altri piazzamenti
- Welsh Premier League:

Terzo posto: 2010-2011, 2011-2012
- Welsh League Cup:

Semifinalista: 2008-2009, 2011-2012

## Statistiche e record

### Statistiche nelle competizioni UEFA
Tabella aggiornata alla fine della stagione 2018-2019.
| Competizione                  | Partecipazioni | G | V | N | P | RF | RS |
| ----------------------------- | -------------- | - | - | - | - | -- | -- |
| Coppa UEFA/UEFA Europa League | 1              | 1 | 0 | 0 | 2 | 1  | 6  |